# Acanthochitona byungdoni
Acanthochitona byungdoni är en blötdjursart som beskrevs av Hong, Dell'Angelo och Van Belle 1990. Acanthochitona byungdoni ingår i släktet Acanthochitona och familjen Acanthochitonidae. Inga underarter finns listade i Catalogue of Life.